# Henryk Ungeradin

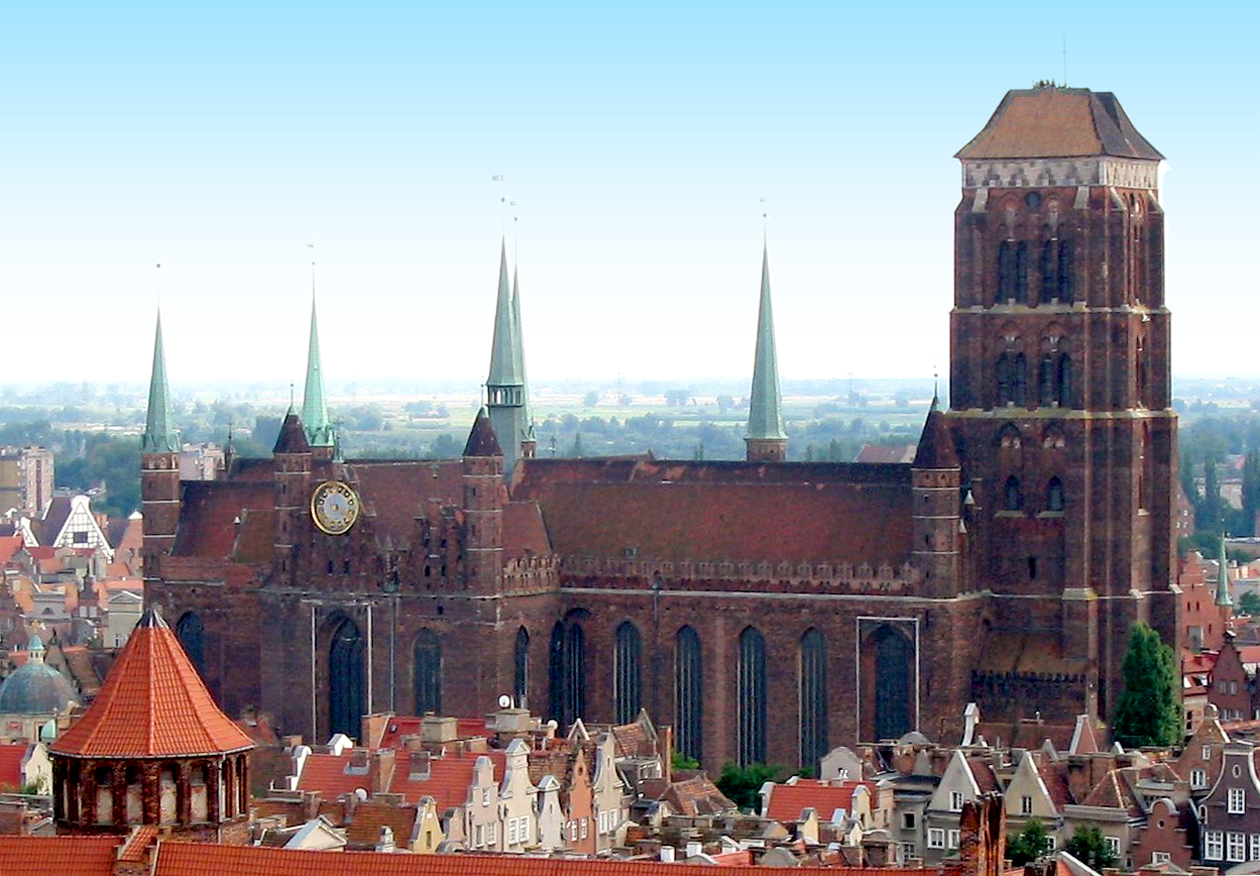
Bazylika Mariacka w Gdańsku

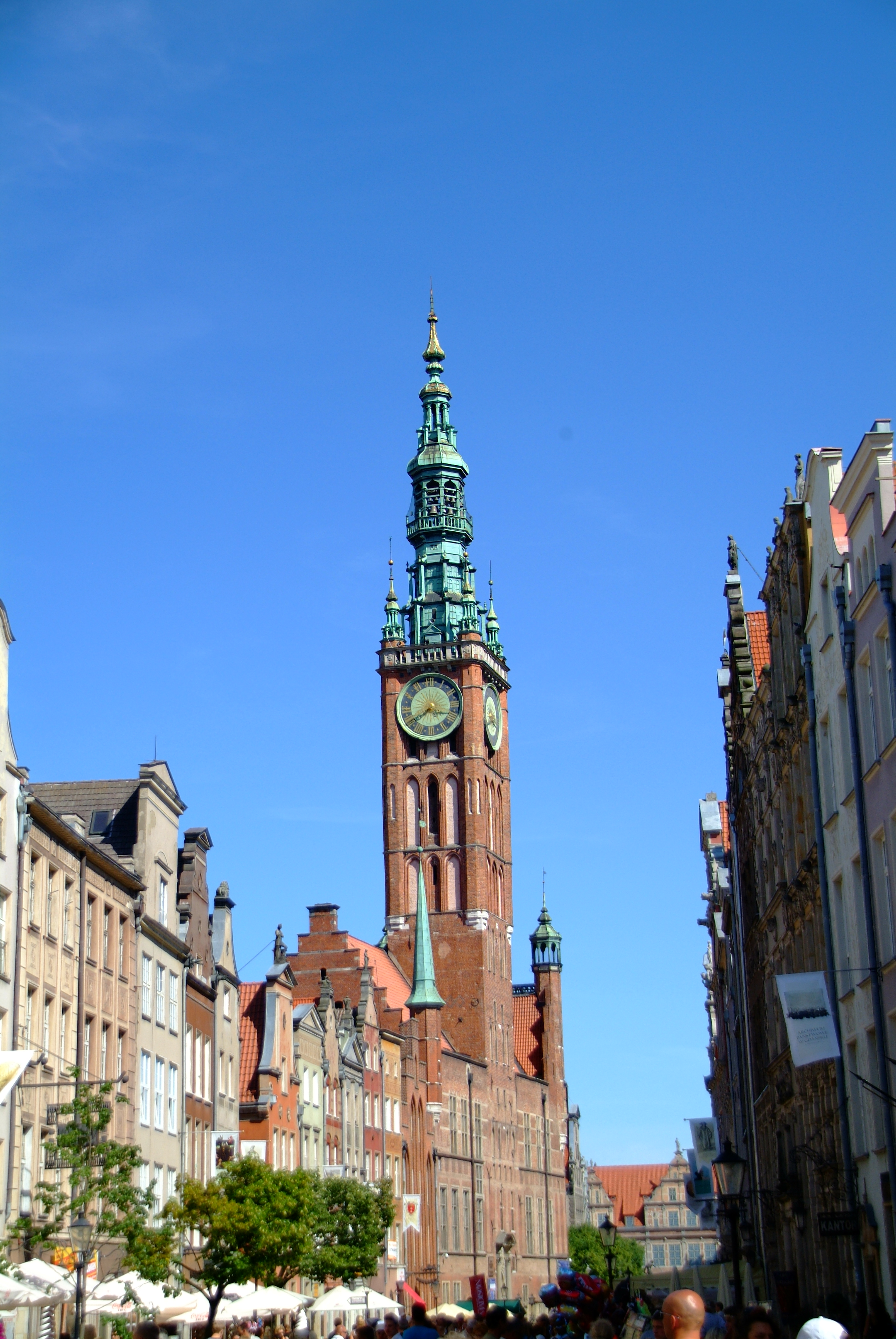
Ratusz Głównego Miasta w Gdańsku

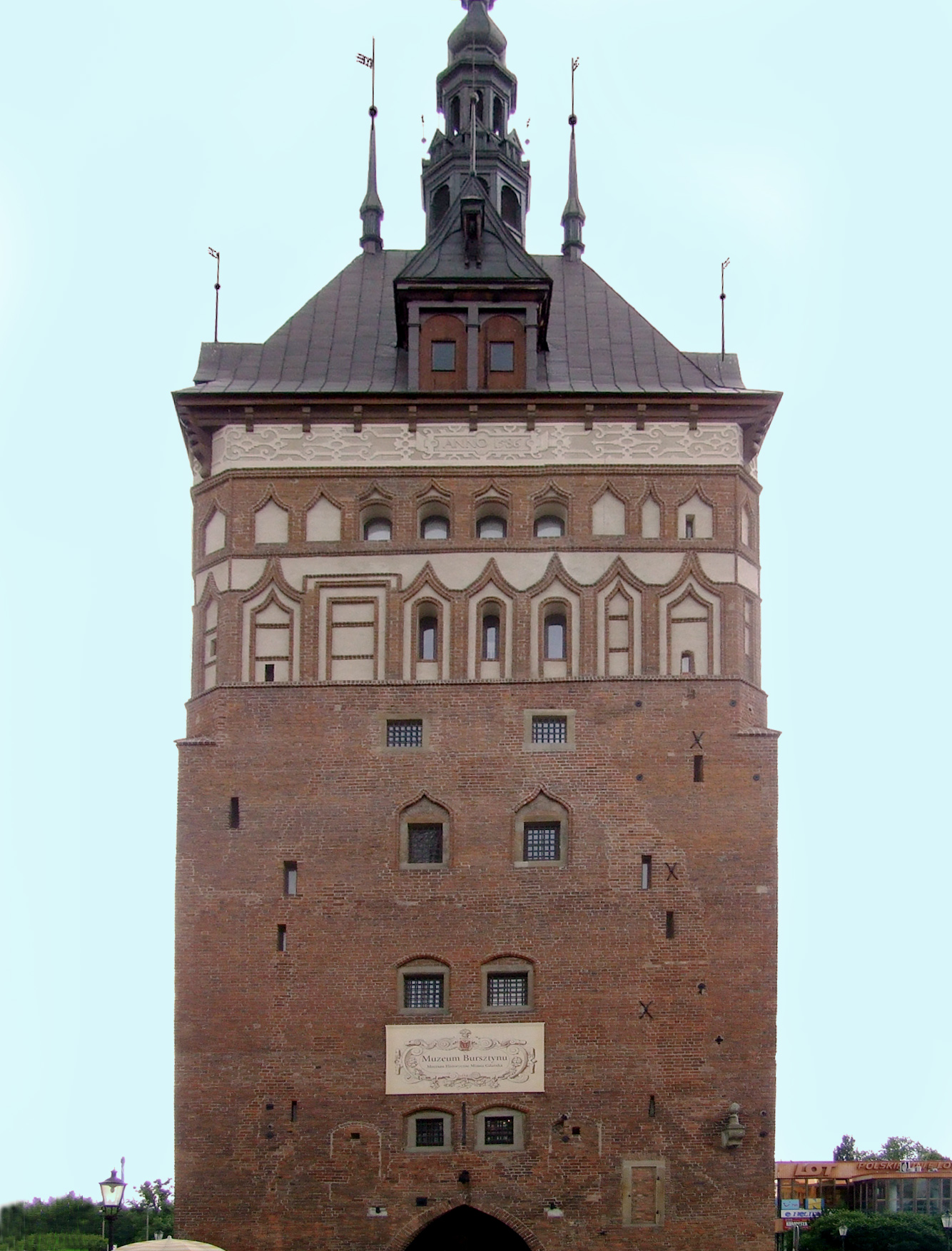
Wieża Więzienna w Gdańsku

Henryk Ungeradin (niem. Heinrich Ungeradin) – XIV-wieczny gdański architekt i mistrz murarski, który miał swój udział w powstaniu takich budowli, jak Ratusz Głównego Miasta czy Bazylika Mariacka Wniebowzięcia NMP w Gdańsku.
Nieznane są dane dotyczące pochodzenia, daty urodzenia i daty śmierci Henryka Ungeradina. Pierwsza wzmianka o nim pochodzi z roku 1371 – w księgach Gdańska figuruje jako murator, nie wymieniono jednak żadnych budowli jego autorstwa.
W 1379 otrzymał oficjalnie tytuł budowniczego miejskiego – jako pierwszy znany rzemieślnik w Gdańsku. Był to nie tylko tytuł formalny, ale urząd wybierany i opłacany z kasy Rady Miasta (odpowiednik dzisiejszego nadzoru budowlanego). Do obowiązków Ungeradina należeć miało od tej pory czuwanie nad każdą budowlą finansowaną przez miasto.
6 marca 1379 roku Henryk Ungeradin podpisał umowę z księżmi opiekującymi się wznoszonym od 1343 kościołem Najświętszej Marii Panny na zaprojektowanie i przeprowadzenie przebudowy świątyni. Pod jego kierunkiem znacznie podwyższono ściany istniejącej budowli, wybudowano transept i emporę. Po umieszczeniu kaplic między przyporami kościół zmienił swój charakter z bazylikowego na halowy.
Równocześnie z przebudową kościoła Mariackiego Ungeradin realizował dzieło swojego życia – Ratusz Głównego Miasta. Zaprojektował go na fundamentach istniejącej budowli drewniano-ceglanej z 1336. W wyniku przebudowy, zrealizowanej w latach 1379-1382, ratusz wzbogacił się o nową część zachodnią i wieżę, które zostały wybudowane z cegły i kamienia sprowadzonego z Gotlandii. Aby dostosować siedzibę Rady Miejskiej do wymogów prawa chełmińskiego (wyodrębnienie siedziby organów ustawodawstwa miejskiego i sądownictwa), wybudowano pomieszczenia dla wagi miejskiej i urzędu celnego oraz salę sądową. Zlikwidowano również strop pomiędzy parterem a pierwszym piętrem oraz zmieniono układ pomieszczeń, wyburzając ściany działowe, czego efektem było powstanie reprezentacyjnej sali dla Rady Miasta.
W latach 1379–1382 pod kierownictwem Henryka Ungeradina przebudowano również budowlę znaną jako Dwór Artusa – budynek ten spłonął w 1476.
Ungeradin miał również swój udział w przebudowie gdańskich murów miejskich ok. 1380 roku. Nadzorował m.in. wznoszenie Wieży Więziennej na istniejących wcześniej fundamentach.